# Za ile mnie pokochasz?
Za ile mnie pokochasz? (fr. Combien tu m'aimes?) – francuski komediodramat z 2005 roku w reżyserii Bertranda Bliera. Zdjęcia kręcono w departamencie Pas-de-Calais.

## Obsada
- Monica Bellucci – Daniela
- Bernard Campan – François
- Gérard Depardieu – Charly
- Édouard Baer – zdenerwowany człowiek
- François Rollin – Michael
- Seidy Lopez – koleżanka François
- Jean Barney
- Jean-Pierre Darroussin – André Migot
- Cécile Brams – Anne-Sophie
- Baptiste Roussillon
- Sara Forestier – Muguet
- Farida Rahouadj
- Jean Dell
- Michaël Abiteboul
- Michel Vuillermoz